# Ditassa surinamensis
Ditassa surinamensis är en oleanderväxtart som beskrevs av G. Morillo. Ditassa surinamensis ingår i släktet Ditassa och familjen oleanderväxter. Inga underarter finns listade i Catalogue of Life.